# Vergleich (Philosophie)
Der Vergleich (auch: Komparation)  bezeichnet eine grundlegende, auf Wahrnehmung basierende Methode, die zur Erkenntnis von Gemeinsamkeiten/Gleichheit oder Unterschieden zwischen Objekten der Realität führen soll.
Eine prägnante Definition der Vergleichsmethode stammt von Alfred Brunswig: „Zwei Objekte vergleichen heißt: sie aufmerksam ... mit spezieller Hinsicht auf ihr gegenseitiges Verhältnis betrachten.“ Die wenigen Definitionen des Begriffs Vergleich stimmen im Großen und Ganzen überein. Sie wandeln sich historisch kaum.

## Voraussetzungen
Die Durchführung eines Vergleichs setzt folgende vier Elemente voraus:
Menge
mindestens eine Menge von zwei Objekten muss gegeben sein, denn andernfalls ist das Erkennen eines Verhältnisses („Verhältnis“ meint hier eine zweistellige Relation) nicht möglich.
Subjekt und Objekt
Es gibt ein vergleichendes Subjekt, denn Subjekt und Objekt sind relative Begriffe. Wenn man etwas als „Objekt“ bezeichnet, dann setzt man voraus, dass es auch ein Subjekt gibt.
Verhältnis
ein Verhältnis, entweder in Gleichheit oder Ungleichheit, ist vorhanden. Husserl: „Eine Vergleichung kann entweder das Ergebnis liefern, dass die betrachteten Inhalte gleich sind oder dass sie verschieden, das heißt nicht gleich sind.“
Hinsicht
Objekte werden „aufmerksam ... mit spezieller Hinsicht“ verglichen, denn Gleichheit und Ungleichheit werden stets in einer bestimmten Hinsicht erkannt.
Voraussetzung dafür, durch einen Vergleich eine richtige Erkenntnis zu gewinnen, ist die strikte Einhaltung einer Reihe von notwendigen Bedingungen. Eine Bedingung ist Morris Zelditch zufolge, dass zwei Vergleichsobjekte wenigstens ein Merkmal („variable“) gemeinsam haben:

„(Comparability). Two or more instances of a phenomenon may be compared if and only if there exists some variable, say V, common to each instance.“

### Vergleichbarkeit
Vergleichen setzt Gemeinsames voraus. Das bedeutet jedoch nicht, dass die beiden Objekte in Hinsicht auf die Merkmalsausprägung gleich sein müssen. Zum Beispiel sind die zwei Töne C und D vergleichbar, weil sie u. a. das Merkmal/die Variable "Tonhöhe" gemeinsam haben. Hinsichtlich der Merkmalsausprägung sind die Töne jedoch ungleich: C ist ungleich D. Für Morris Zelditch ist diese Regel zusammen mit drei weiteren die logische Grundlage der vergleichenden Forschung.

## Anwendung

### Philosophie
Der Vergleich wird nicht nur im Prozess der Verallgemeinerung, sondern auch bei anderen Methoden angewendet, zum Beispiel bei Analogieschlüssen, in der Induktion, der Traduktion oder der Deduktion.
Es ist anerkannt, dass das Auffinden gemeinsamer Merkmale einer zu untersuchenden Klasse von Objekten die erste Stufe der Erkenntnis der Entwicklungsgesetzmäßigkeiten dieser Klasse ist. Außerdem ermöglicht das Vergleichen das Messen numerisch ausdrückbarer Eigenschaften.
Ein Klassifikationssystem setzt Vergleichen voraus.
Das Erkennen eines Objekts erfordert, es von anderen Objekten zu unterscheiden und eine Ähnlichkeit mit verwandten Objekten und Erscheinungen festzustellen. Im Prozess der Erkenntnis bilden Unterscheidung und Ähnlichkeit eine untrennbare Einheit.
Beim Vergleich von Begriffen dürfen nur gleichartige Begriffe, die gleichartige Objekte der Realität repräsentieren, in die Untersuchungen einbezogen werden.

### Sozialwissenschaften
Auf die Bedeutung des Vergleichs für die Sozialwissenschaften, insbesondere für die Soziologie, haben bereits mehrere Autoren hingewiesen: Für Auguste Comte ist die Vergleichsmethode "das wichtigste wissenschaftliche Hilfsmittel der Soziologie"  Und Émile Durkheim zufolge ist die vergleichende Methode „die einzige, welche der Soziologie entspricht.“  Trotz der hohen Bedeutung, die der Vergleichsmethode zuerkannt wird, sind die methodologischen Grundlagen der Vergleichsmethode kaum erforscht. So stellt Joachim Matthes fest, dass „eine breite und gediegene Auseinandersetzung mit dem epistemologischen und methodologischen Aspekten des „Vergleichens“ in den Sozialwissenschaften bislang fehlt.“

### Geisteswissenschaft
Mit der Komparatistik hat der Vergleich eine eigene Gattung innerhalb der Literaturwissenschaft.

## Bedeutung des Vergleichs in der Gesellschaft
Durch den "sozialen Vergleich" können im Alltag soziale Ungleichheiten in der Gesellschaft erkannt werden. Diese Art von Vergleich unter Mitmenschen wird vor allem in der (Sozial-)Psychologie und der Mikrosoziologie untersucht. Eine Theorie des sozialen Vergleichs stammt von Leon Festinger.
Vergleiche können auch in einem umfassenderen Zusammenhang vollzogen werden. Z. B. wird in der Gesellschaft weltweit zwischen Waren und Dienstleistungen, sportlichen Leistungen oder zwischen Ländern und Kulturen verglichen. Diese Art von Vergleich wird in der Makrosoziologie erforscht und wird auch als Kulturvergleichende Sozialforschung bezeichnet.

## Einteilung der Vergleiche
Verglichen werden können Objekte der Außenwelt (Menschen, Preise, Länder etc.) oder auch der Innenwelt (zum Beispiel Begriffe oder Gedanken). Bezüglich der Art der Vergleichsobjekte unterscheidet Brunswig (1910, S. 148–182) elf Arten von Vergleichen; u. a. Farb-, Zeit- und Wertvergleiche. Meinong (1971, S. 237–239) unterscheidet nach der Art des Gegebenseins der Objekte direkte und indirekte Vergleiche.